# Le Roi de France 1966-1969
Compilations par Johnny Hallyday
Faces à faces
(2009) Les Vieilles Canailles Les Best Of
(2014)
Le Roi de France 1966-1969 est une compilation réunissant plusieurs chansons de Johnny Hallyday enregistrées à Londres entre 1966 et 1969. Elle est publiée en 2010 par la firme anglaise RPM, une subdivision du label indépendant Cherry Red.

## Autour de l'album
Référence originale CD : RPM 13929 598713
Les chansons sont extraites des albums suivants :
- 1966 : La Génération perdue (titres : 5 - 9 - 19)
- 1967 : Johnny 67 (titres : 6 - 7 - 8 - 18)
- 1968 : Jeune Homme (titres : 2 - 10 - 11 - 13 - 14 - 20 - 21 - 22)
- 1969 : Rivière... ouvre ton lit (titres : 3 - 15 - 16 - 17)
- Les titres : 1 - 4 et 12 sont extraits de différents super 45 tours.

## Les titres
| No  | Titre                                                      | Auteur                                                    | Durée |
| --- | ---------------------------------------------------------- | --------------------------------------------------------- | ----- |
| 1.  | Psychédélic                                                | Georges Aber - Johnny Hallyday, Tommy Brown               |       |
| 2.  | À tout casser                                              | Georges Aber - Johnny Hallyday, Tommy Brown               |       |
| 3.  | Voyage au pays des vivants                                 | Long Chris - Mick Jones, Tommy Brown                      |       |
| 4.  | Je crois qu'il me rend fou (Such a fool for you)           | Ike Turner adaptation : Georges Aber                      |       |
| 5.  | Don't Need Nobody (en trio avec Mick Jones et Tommy Brown) | Mick Jones - Tommy Brown                                  |       |
| 6.  | J'ai crié à la nuit                                        | Long Chris - Johnny Hallyday                              |       |
| 7.  | C'est mon imagination                                      | B. Morris - H. Freed adaptation : Georges Aber            |       |
| 8.  | Son amour pour un jeu                                      | Georges Aber - Mick Jones, Tommy Brown                    |       |
| 9.  | Noir c'est noir                                            | A Haynes, M. grainger, H. Wader adaptation : Georges Aber |       |
| 10. | Jeune homme                                                | Ralph Bernet - Jacques Revaux                             |       |
| 11. | Au pays des aveugles                                       | Mick Jones, Tommy Brown, J. Petit - Long Chris            |       |
| 12. | Mon fils                                                   | Vline Buggy, Ralph Bernet - Jacques Revaux                |       |
| 13. | Je n'ai pas voulu croire                                   | Long Chris - Éric Charden                                 |       |
| 14. | Mal (Hush)                                                 | J. South adaptation : Georges Aber                        |       |
| 15. | Regarde pour moi                                           | Gilles Thibaut - Steve Marriott, Ronnie Lane              |       |
| 16. | Réclamation                                                | Gilles Thibaut - Steve Marriott, Ronnie Lane              |       |
| 17. | Amen                                                       | Gilles Thibaut - Steve Marriott, Ronnie Lane              |       |
| 18. | Je n'ai jamais rien demandé                                | Steve Marriott, Ronnie Lane                               |       |
| 19. | La génération perdue                                       | Long Chris - Johnny Hallyday                              |       |
| 20. | Le mauvais rêve                                            | Georges Aber - Mick Jones, Tommy Brown                    |       |
| 21. | Quand l'aigle est blessé                                   | Long Chris - Johnny Hallyday, J. Bernard                  |       |
| 22. | Cheval d'acier                                             | Georges Aber - Johnny Hallyday                            |       |